# Vergasillaunus
Vergasillaunus (latinsky Vercassivellaunus či Vercassivellaunos (? - po 52 př. n. l.) byl vůdcem galských Arvernů a bratranec galského vůdce Vercingetorika. V roce 52 př. n. l. vedl galské válečníky do Alesie, kde byl Vercingetorix s dalšími Galy obléhán římskými legiemi Julia Caesara. K Vergasillaunovi se přidali další vůdci vzbouřených galských kmenů Commius, Eporedorix, Viridomarus a Sedulos. Společně chtěli napadnout římská vojska z vnější strany obležení.
Dne 24. září 52. př. n. l., v rozhodující den bitvy u Alesie Vergasillaunus napadl Caesarovo obležení z vnější strany, paralelně s ním Vercingetorix zaútočil na vnitřní straně obležení. Oba se snažili prorazit obležení a spojit obě galské skupiny, aby římské legie porazili, ale římské obležení jejich náporu odolalo a Vercingetorix se vzdal. Vergasillaunus byl stejně jako Comminus podle Zápisků o válce galské Julia Caesara dostižen na útěku římskou kavalérii vedenou Titem Labienem a zajat. Jeho další osud je neznámý, ale nejspíš byl popraven stejně jako Vercingetorix při Caesarově triumfálním procesu v Římě 46 př. n. l.